# Југославија на Летњим олимпијским играма 1980.
Спортистима Југославије је ово били четрнаесто учешће на Летњим олимпијским играма. Југославија је на Олимпијским играма 1980. у Москви била заступљена са 167 учесника који су учествовали у 17 спортских дисциплина (атлетика, бициклизам, бокс, ватерполо, веслање, дизање тегова, једрење, кајак и кану, кошарка, одбојка, пливање, рвање, рукомет, стреличарство, стрељаштво, фудбал и џудо).
Спортисти из Југославије су на овим играма освојили још осам медаља, две златне, три сребрне и четири бронзане. Златне медаље су освојене у Боксу (Слободан Качар) и кошарци (мушка репрезентација Југославије).

## Освојене медаље на ЛОИ
| Освојене медаље југословенских спортиста на ЛОИ 1980. |           |       |        |        |        |
| Спортиста                                             | Спорт     | Злато | Сребро | Бронза | Укупно |
| Слободан Качар                                        | Бокс      | 1     | 0      | 0      | 1      |
| Кошаркашка репрезентација                             | Кошарка   | 1     | 0      | 0      | 1      |
| Ватерполо репрезентација                              | Ватерполо | 0     | 1      | 0      | 1      |
| Рукометна репрезентација                              | Рукомет   | 0     | 1      | 0      | 1      |
| Веслање                                               | Веслање   | 0     | 1      | 1      | 2      |
| Шабан Сеиди                                           | Рвање     | 0     | 0      | 1      | 1      |
| Радомир Ковачевић                                     | Џудо      | 0     | 0      | 1      | 1      |
| Кошаркашка репрезентација                             | Кошарка   | 0     | 0      | 1      | 1      |
| Укупно                                                | 7         | 2     | 3      | 4      | 9      |